# Millersburg, Ohio
Millersburg este o localitate (sat - village) cu o populație de 3.326 de locuitori (conform recensământului din 2000 efectuat de USCB), situat în comitatul Holmes, din statul Ohio, SUA. Localitatea este și sediul administrativ al comitatului Holmes.